# Park Michała I

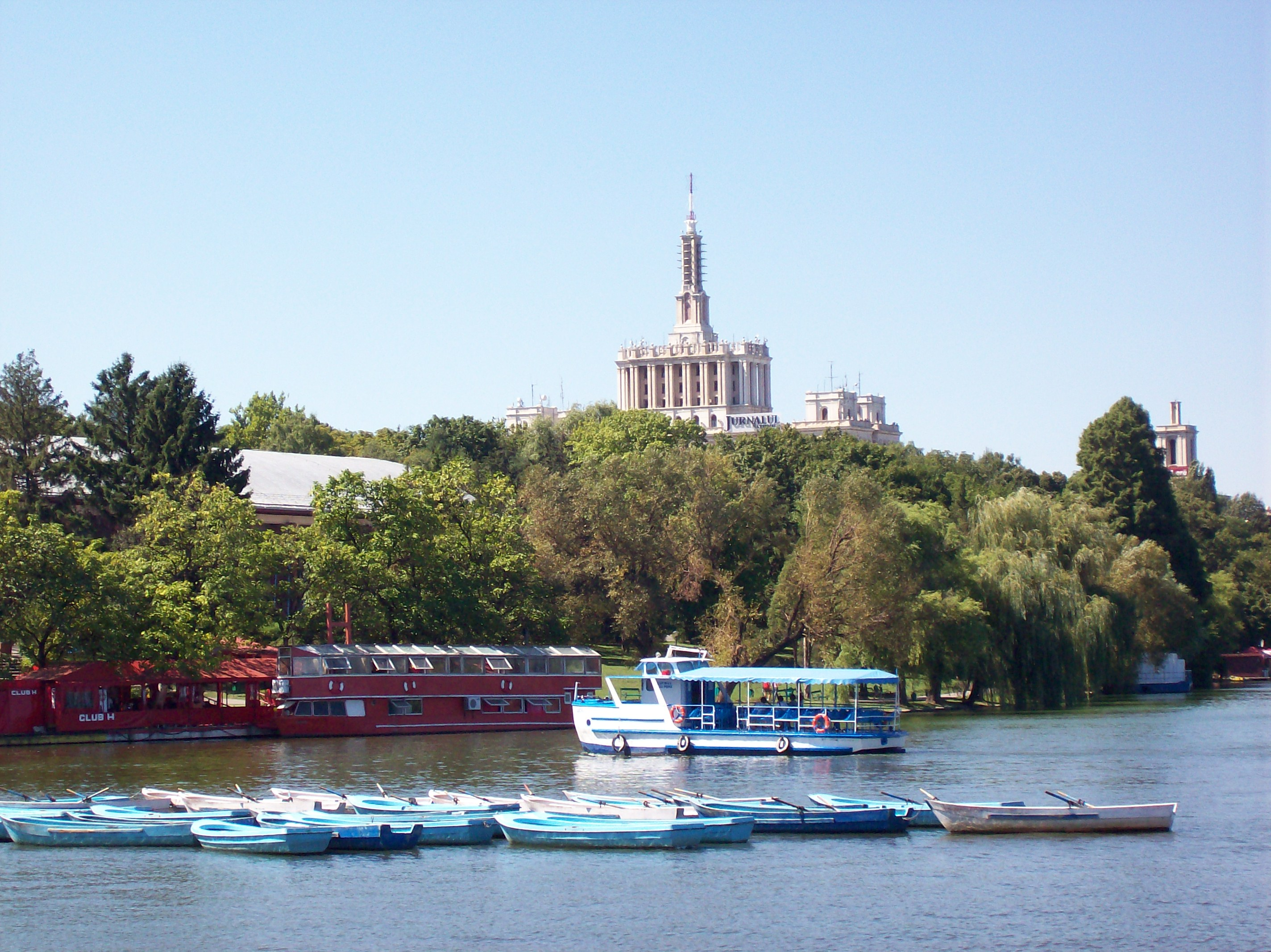
Park Herăstrău z widokiem na Casa Presei Libere

Park Michała I (rum. Parcul Regele Mihai I), do 2017 Park Herăstrău (lub Park Karola II) − największy park w Bukareszcie, założony w 1936 roku wokół jeziora Herăstrău (74 ha). Jego nazwa odnosi się do Michała I, ostatniego króla Rumunii.

## Położenie
Położony w północnej części miasta, obecnie zajmuje powierzchnię ok. 110 ha. Jezioro Herăstrău pośrodku parku jest częścią łańcucha jezior rzeki Colentina.
Park dzieli się na dwie części, otwartą i zamkniętą. W dostępnej za opłatą części zamkniętej mieści się Muzeum Wsi (rum. Muzeul Satului).

## Przeszłość
Pierwotnie obszar ten pokrywało bagno, które zostało osuszone w latach 1930-1935. W ciągu swej historii park otrzymywał różne nazwy w zależności od rumuńskiego systemu politycznego: Park Narodowy, Park Karola II, Park Stalina. Poprzednią apolityczną nazwę powiązano z topografią terenu.

## Roślinność
W parku spośród drzew występują klony, jesiony, topole, wierzby i lipy.

## Galeria

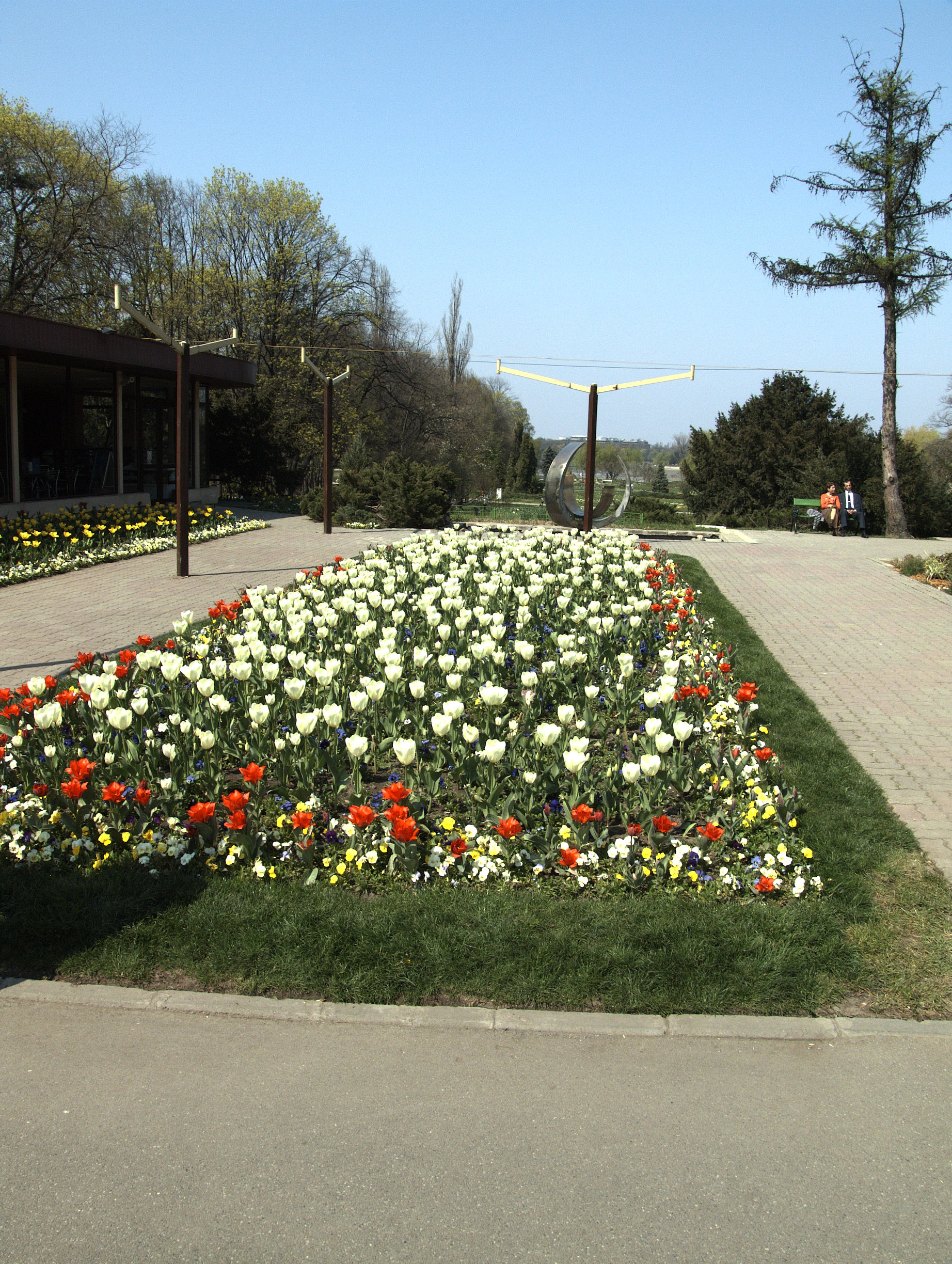
Expo Flora
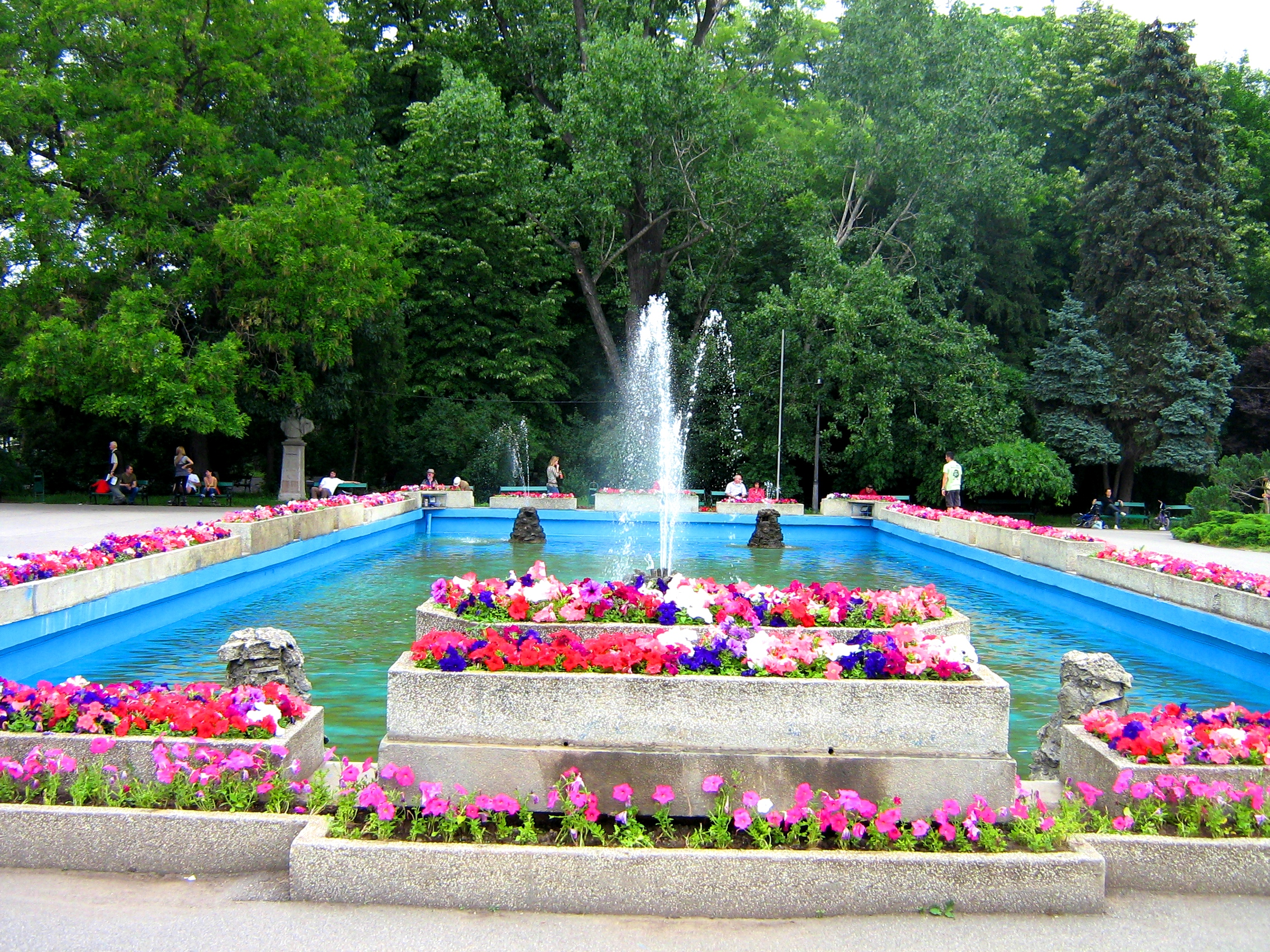
Kwiaty
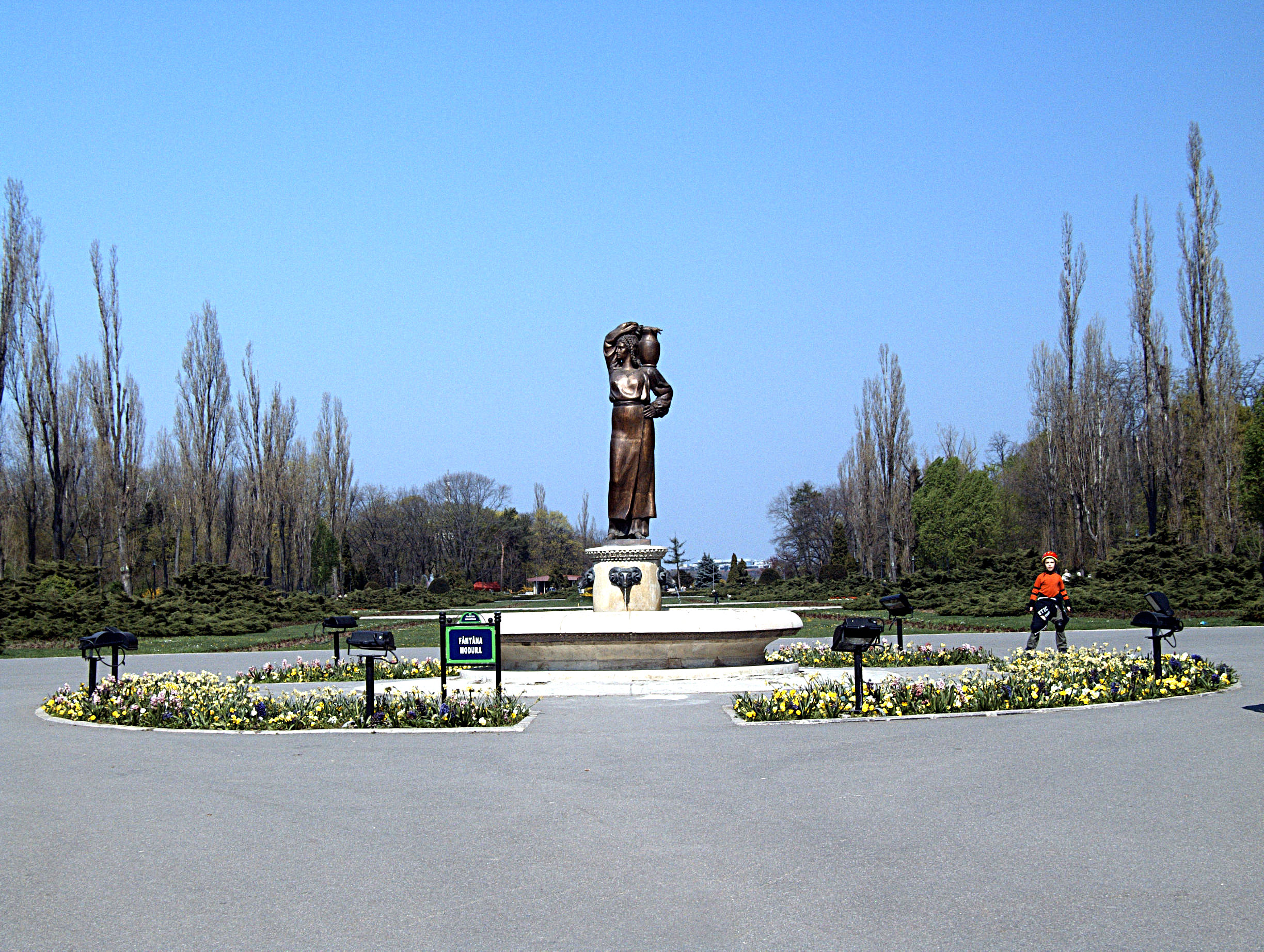
Fontanna Modury
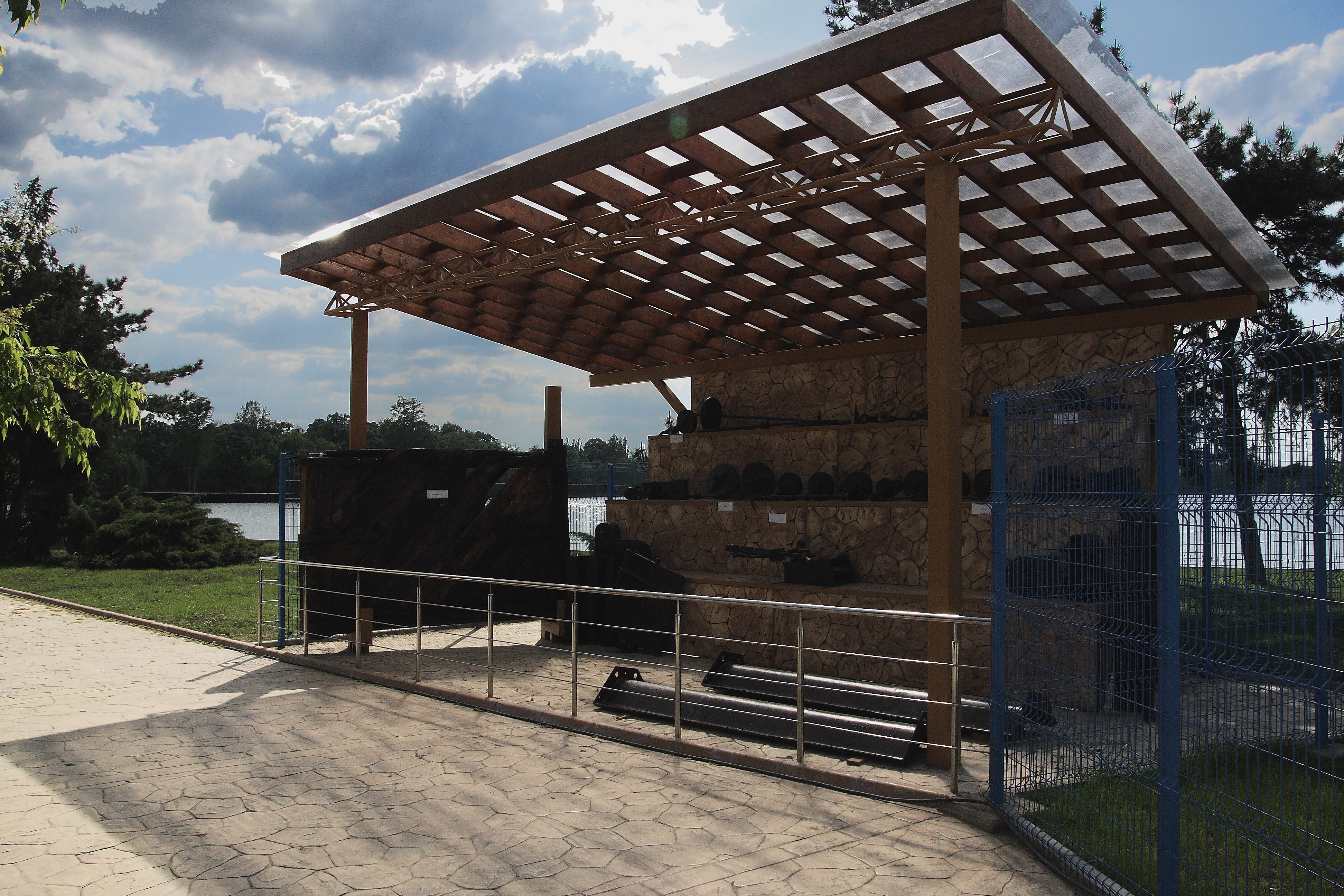
Stare jezioro – wystawa
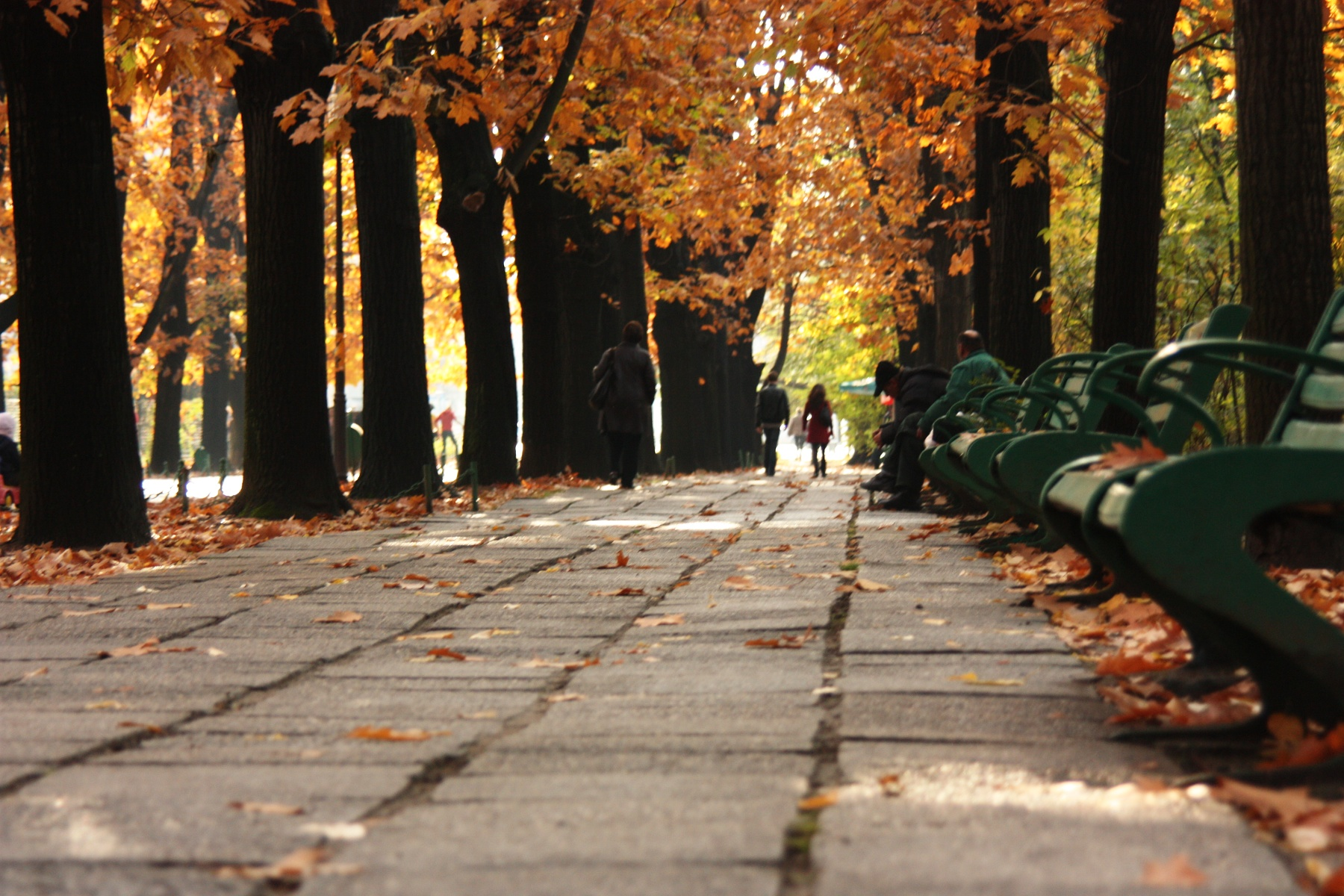
Aleja parkowa jesienią
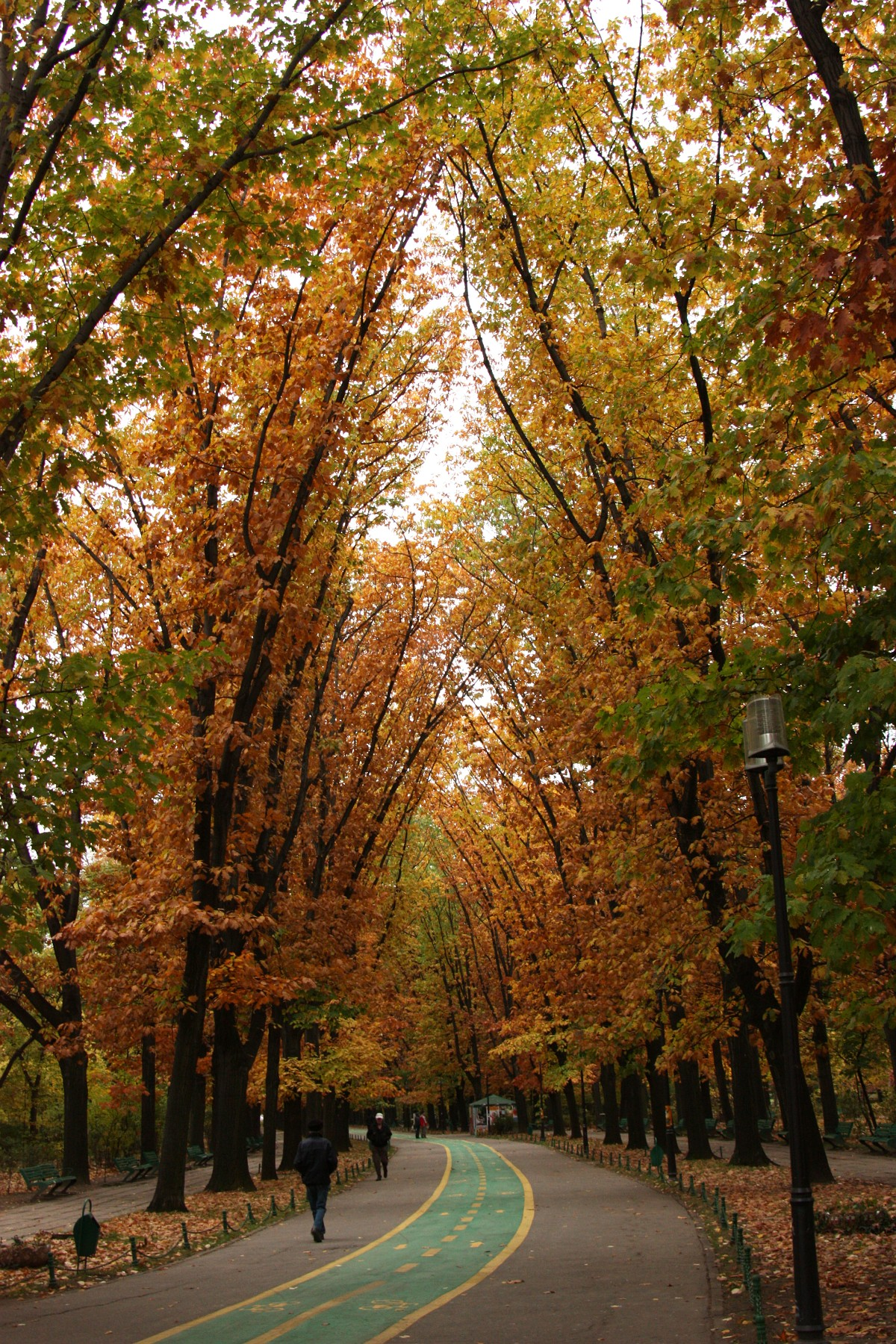
Jesienne drzewa
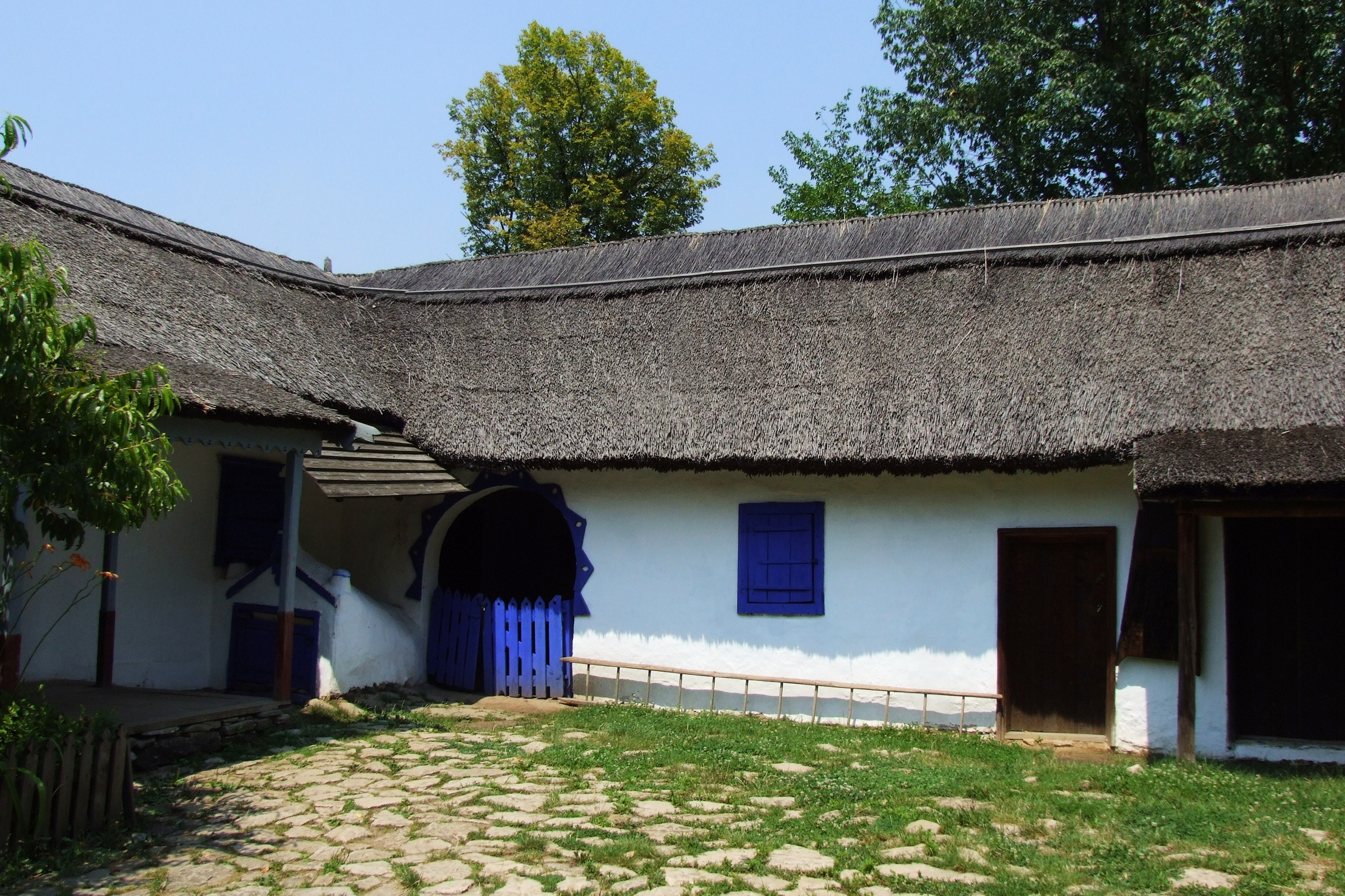
Skansen – dom z Jurilovcy
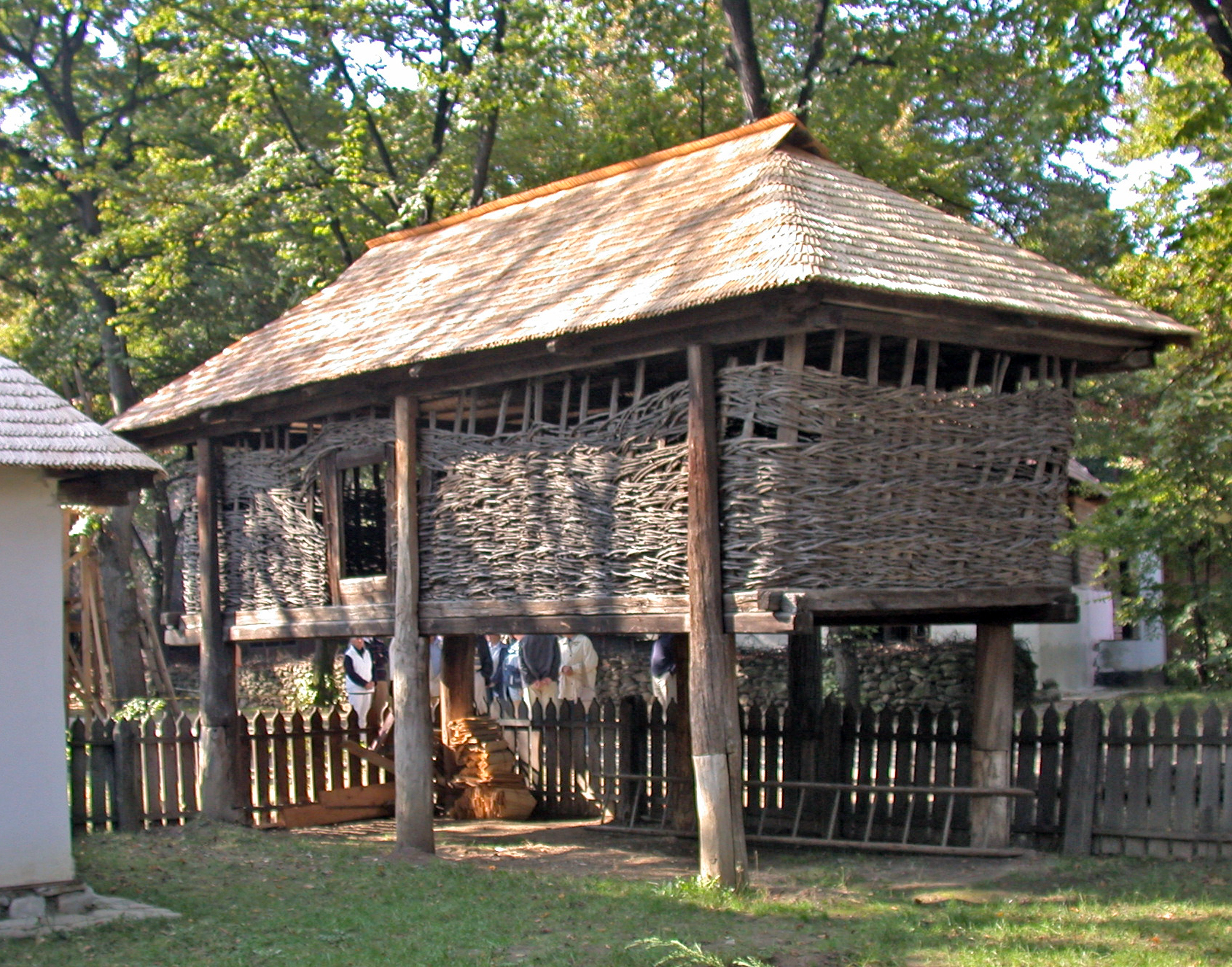
Zabudowania gospodarcze
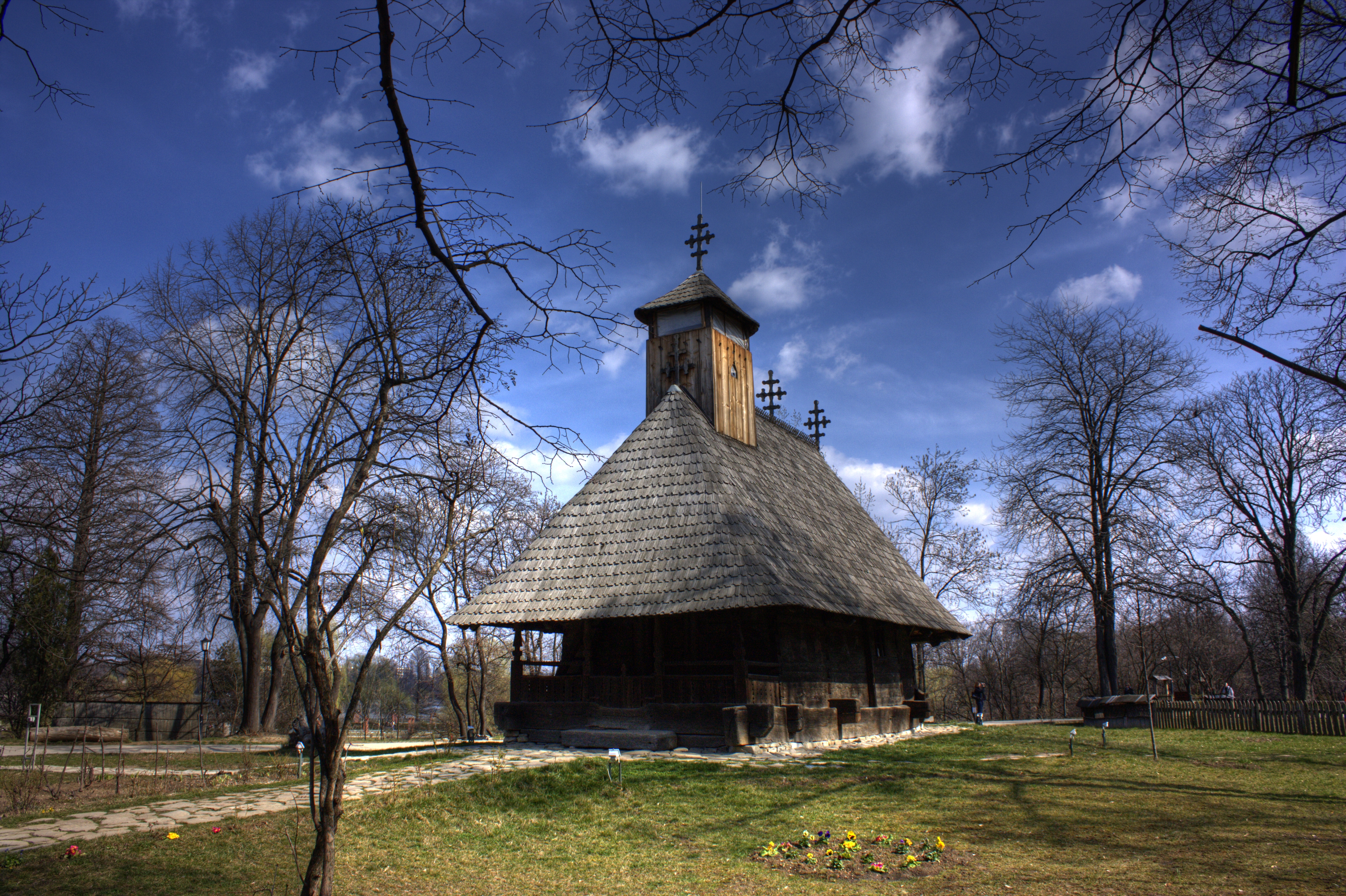
Cerkiew z Timișeni